# Luzula poimena
Luzula poimena är en tågväxtart som beskrevs av Winifred Mary Curtis. Luzula poimena ingår i Frylesläktet som ingår i familjen tågväxter. Inga underarter finns listade i Catalogue of Life.